# Ampelocissus rubiginosa
Ampelocissus rubiginosa là một loài thực vật hai lá mầm trong họ Nho. Loài này được Lauterb. miêu tả khoa học đầu tiên năm 1910.